# Принсенхоф
Принсенхоф (нидерл. Prinsenhof — «двор принца») — музей в городе Делфт (Нидерланды). Музейное собрание включает в себя картины делфтских мастеров XVI и XVII веков, изделия знаменитого делфтского фаянса, серебра и произведения современного искусства.
Музей расположен в здании монастыря святой Агаты, построенном около 1400 года. Здание было возведено в позднеготическом стиле, спустя некоторое время появились пристройки, изменившие первоначальный облик. Во второй половине XVI века монастырь стал резиденцией штатгальтера Голландии Вильгельма I Оранского в период его борьбы против Испании. 10 июля 1584 года в Принсенхофе Вильгельм был убит испанским агентом Бальтазаром Жераром. На стене лестницы, ведущей в покои, именуемые Залом смерти, сохранились следы от пуль, которыми был убит принц. Интерьеры дворца расписывал известный голландский живописец Леонард Брамер.
- Принсенхоф (на дальнем плане Старая церковь)
- Сад во дворе музея
- Место убийства Вильгельма I Оранского